# Сан Микеле (Кунео)
Сан Микеле је насеље у Италији у округу Кунео, региону Пијемонт.
Према процени из 2011. у насељу је живело 320 становника. Насеље се налази на надморској висини од 394 м.